# 李重俊 (五代)
李重俊，五代十国后唐、后晋官员，应州金城县（今山西省应县）人，李从璋的长子。
后唐长兴、清泰年间，历任诸卫将军。石敬瑭即位，让他遥领池州刺史。石重贵嗣位，授为虢州刺史。他为人贪鄙，经常被当地人所告发，下御史台，按贪污治罪，李太后是唐明宗之女，李重俊是明宗侄孙，以堂侄之故相救，于是归罪于判官高献，只是免除了他的刺史。未几，出京主管商州。商州百姓贫困，李重俊搜刮殆尽。治家不法，其奴仆就像履汤蹈火，忤其心意，有的鞭打，有的刀砍。又杀随从孙汉荣，抢掠其妻。回到洛阳，孙汉荣之母燕氏找到儿媳，向府尹景延广告发。牙将张守英对燕氏建议私下要他的金帛来和解。燕氏听从其言，得到了三百缗就不告了。奴仆赵满师不胜其害，翻墙向景延广申诉，说李重俊与其妹私奸和前后不法之事，景延广上奏。诏派遣刑部郎中王瑜审理，发现实情，将他赐死于家。